# شيراز
شِيرَاز (بالفارسية: شيراز) هي مدينة إيرانية، وهي مركز محافظة فارس ومقاطعة شيراز. وحسب إحصاء سنة 2016 كان عدد سكان شيراز 1,565,572 نسمة. وتعد شيراز خامس أكبر مدينة في إيران بعد كلٍ من طهران ومشهد وأصفهان وتبريز وكرج.
وتقع شيراز في منتصف أرض محافظة فارس، على ارتفاع 1486 مترا عن مستوى سطح البحر. وتقع بالقرب من جبال زاجروس، وتتمتع شيراز بجو لطيف يميزها عن المناطق القريبة منها كيزد وخوزستان. ويقع في غرب شيراز جبل دراك. وفي شمالها تقع جبال بمو، وسبزبوشان وجهل مقام وباباكوهي، وهذه الجبال تابعة لجبال زاجروس.
يختلف اسم شيراز في الكتب والأوراق التاريخية، حيث تسمت شيراز بعدة أسماء منها «تیرازیس»، «شیرازیس» و«شیراز». وأيضاً لقبت شيراز بـ«دار العلم» في أيام الدولة الصفوية لكثرة رجال الدين فيها آنذاك. ومن الأسماء القديمة لها أيضاً شهر راز  والمكان الأصلي لمدينة شيراز كان في قلعة أبو نصر. شيراز كانت عاصمة لعدة دول تاريخية كالدولة الصفارية والدولة البويهية والدولة الزندية في (1750-1781).
تشتهر شيراز بالشعراء، وقد أنجبت أشهر الشعراء الذين كتبوا باللغة الفارسية (كحافظ الشيرازي، وسعدي الشيرازي..)، وتشتهر أيضاً بالحدائق والزهور. اشتهرت شيراز أيضاً في التاريخ بصناعة النبيذ ويوجد إلى اليوم نبيذ يسمى باسم نبيذ شيراز .

## التاريخ

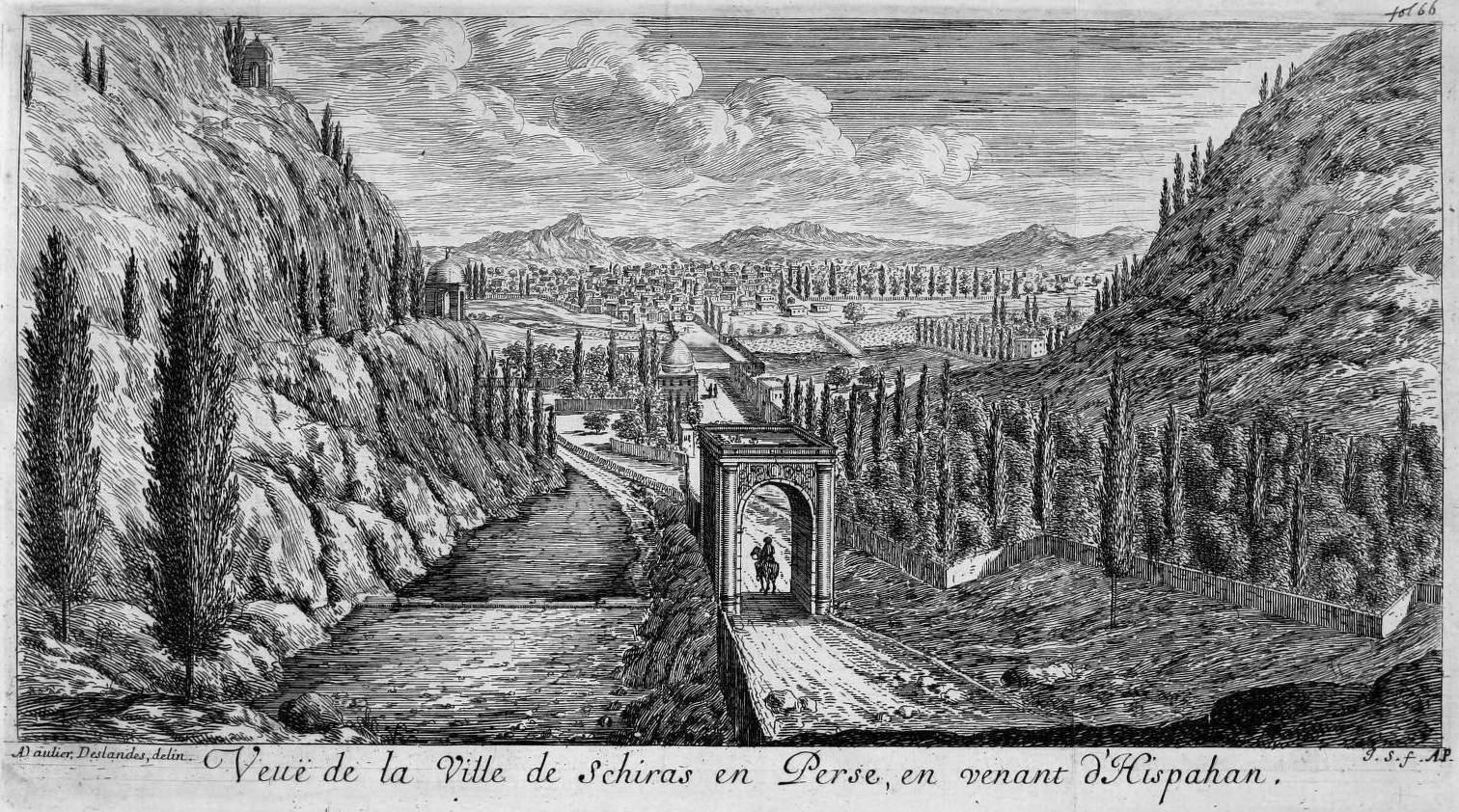
مدينة شيراز سنة 1671م

### قبل الإسلام
يرجع تاريخ شيراز حسب التقديرات لأكثر من 4,000 سنة. وقد عثر على اسم شيراز في النقوش المسمارية القديمة التي يرجع تاريخها إلى عام 2,000 قبل الميلاد في الزاوية الجنوبية الغربية من مدينة شيراز. ووفقا لبعض الأساطير الإيرانية القديمة، فإن مؤسس مدينة شيراز هو طهمورث وهو ملك أسطوري فارسي. لكن المدينة تحولت بعده إلى خراب ومجرد آثار. ويميز شيراز أن أقدم عينة من النبيذ في العالم اكتشفت على جرار طينية بالقرب من شيراز، ويرجع تاريخها إلى ما يقرب من 7000 سنة.
في عصر الأخمينيين، كانت تقع شيراز على طريقه من شوشان إلى برسيبوليس وباسارغاد. وقد ذكر في ملحمة الشاهنامة للفردوسي أن أرطابونس الخامس، الإمبراطور الأشكاني قام بتوسيع نطاق سيطرته على شيراز. كما يقع قصر أبي النصر الذي يعود للحقبة الأشكانية في شيراز.
في الحقبة الساسانية، كانت شيراز بين الطريق التي كانت تربط بيشابو وغور إلى إصطخر. كما كانت شيراز مركزاً إقليمياً مهما للساسانيين.

### الفتح الإسلامي لشيراز
شيراز من المدن التي استجدت عمارتها واختطاطها في الإسلام. وأول من تولى عمارتها محمد بن القاسم الثقفي. وبعد الفتح الإسلامي للمدينة ظلت شيراز المركز العسكري والإداري لإقليم فارس منذ عام 650 م. فصاعداً.
وقد غزاها أبو موسى الأشعري وعثمان بن أبي العاص في أواخر خلافة عمر بن الخطاب، وفي القرون الأولى للإسلام كان لا يزال فيها هيكلان من هياكل النار التي كان يعبدها المجوس قبل الإسلام، كان أحدهما يسمى كارنبان والآخر هرمز؛ وكان ثمة هيكل ثالث خارج أبوابها يسمى مسوبان في قرية تركان. وقد أعاد بناء المدينة محمد بن القاسم بن محمد بن الحكم ابن أبي عقيل الثقفي ابن عم الحجاج بن يوسف الثقفي ونائبه في عهد الخليفة الوليد بن عبد الملك على أنقاض مدينة قديمة كانت تبعة لولاية أردشير خره، وكانت قصبتها كور (جور)، وهي فيروز آباد الحديثة. وكانت المدينة في ذلك الوقت في غاية الازدهار.
وفي زمن عمر بن عبد العزيز، أظهر في آخر خلافته التي لم تدم أكثر من سنتين ونصف (717 -720م)، رغبة شديدة في توسيع المؤسسات الخيرية كما بنى كثيرا من المساجد وذلك ضمن حدود مدينة شيراز.
وفي القرن التاسع الميلادي أصاب العباسيين خلفاء بغداد تقهقر رافقته في عام 822 م إعلان طاهر بن الحسين، أحد قادة المأمون، استقلال ذاتي عن الخليفة، وأسس أول دولة مستقلة ذاتيا شرقي بغداد. وفي عام 867 م تمثل به يعقوب بن ليث الذي استولى على مقاطعة سجستان ومنها امتدت سلطته لتشمل معظم بلاد فارس. وقد جلب المجد إلى شيراز باتخاذه إياها عاصمة له. وبنى أخوه الذي خلفه في الحكم عام 879 م المسجد القديم، وذلك في عام 894 م، وكان أول مسجد جامع بني في شيراز. وتعاظم الرخاء الذي بدأه الصفاريون في شيراز عندما اتخذها البويهيون قاعدة أولى لسلطتهم.
وقد أسس أبو شجاع بويه الدولة البويهية، وقد خدم الأمراء السامانيين الذين طردوا الصفاريين. وفي عام 945 م كان من ابنه أحمد أن أجبر الخليفة المستكفي على تعيينه قائدا عاما وتلقيبه بمعز الدولة، كذلك أجبر الخليفة على أن يخصه بذكر اسمه في صلاة الجمعة مقرونا باسم الخليفة كما ضرب اسمه على السكة. وظل البويهيون لأكثر من قرن من الزمن هم الذين يقررون من سيكون الخليفة في بغداد وأصبح العراق محكوماً كأية مقاطعة أخرى من عاصمتهم شيراز. وقد حاول البويهيون فرض شعائرهم الدينية حيث كانوا من الشيعة.
وفي عام 950 م، أصبحت حكومة إقليم فارس في أيدي ابن أخيه عضد الدولة ابن ركن الدولة. وركن الدولة هو الذي بنى ركن آباد، القناة المشهورة في شيراز، ودعاها باسمه. وفي هذه الأثناء بسط عضد الدولة سيطرته على جميع الإمبراطورية البويهية وبلغت في عهده الذي انتهى عام 983 م أوج مجدها. وشيراز تدين في الكثير من أبنيتها إلى عضد الدولة الذي أنشأ فيها القناطر والجسور وبنى فيها مستشفى جميلا وقفت له الأوقاف ورعى العلوم والفنون والعلماء والشعراء.
وبأفول نجم البويهيين أخذ ازدهار شيراز المادي في التقهقر. في تلك الأثناء كانت قوة جديدة في طور الصعود، فبقيام السلاجقة بزغ عصر جديد مهم في تاريخ الإسلام والخلافة. ففي عام 956 م ظهر زعيم يدعى سلجوق وذلك على رأس قبائل الغز أو أغز التركمانية. وكان قومه هؤلاء الرحل قد تحدروا من سهول قيرغيزستان في بلاد تركستان فاستقروا في منطقة بخارى الواقعة في أوزباكستان حاليا، حيث اعتنقوا المذهب السني ونصروه بغيرة وحماسة. وشق سلجوق ثم ابنه من بعده طريقهما رويدا رويدا في مناطق خانات الأيلك ومناطق السامانيين مثبتين أقدامهما. ثم نشط حفيد سلجوق المعروف بطغرل، فشن هجوما هو وأخوه بلغا فيه خراسان ثم انتزعوا مرو ونيسابور من أيدي الغزنويين في عام 1037 م، وما لبثا أن استوليا على بلخ وغرغان وطبرستان والري وأصفهان فتداعى أمام بأسهما صرح بني بويه.
وفي عام 1055 م بلغت جيوش طغرل بك أبواب بغداد واضطر القائد الذي كان من قبل بني بويه إلى ترك بغداد، ورحل عنها وهكذا عاد الزمام مرة أخرى إلى بغداد. وأضحى إقليم فارس يحكمه ولاة من قبل السلاجقة يدعون الأتابكة وذلك لأكثر من ثمانين سنة.
ثم استطاع سنقر بن مودود الثورة على أسياده من السلاجقة ونجح في الاستقلال بإقليم فارس. وقد حافظت هذه العائلة التي عرفت في التاريخ بالسلغريين نسبة إلى جدهم سلغر الذي كان في خدمة طغرل بك في أول الدولة السلجوقية. ووقعت شيراز تحت سلطان هذه الأسرة وظلت تحيط بها الفتن والمكائد في التصارع على الملك.
وفي عام 1226 م تولى الحكم سعد بن زنكي وأبو بكر ابن سعد وهما من بيت السلغريين واستمرّا لمدة طويلة كانت حافلة بالأحداث. وفي عهدهما تخلص إقليم فارس من الفوضى والبؤس الذين كانا قد حلا به في أواخر القرن الثاني عشر الميلادي، فاستعادت هذه المقاطعة مجدها وازدهارها الذين كانت تتمتع بهما في عهد البويهيين.
أما سعد فقد قدم لشيراز المسجد الجديد، وهو من أكبر المباني الدينية في الشرق الإسلامي وأجملها. كما رمم سور المدينة الذي كان الأتابك جاولي قد بناه. أما إبنه أبو بكر فقد كان هو الذي عمل كل ما بوسعه لكي يعيد رونق شيراز القديم، ومع أن كارثة المغول حلت في عهده إذ دمر هولاكو خان بغداد سنة 1258 م، وذلك قبل موت أبي بكر بسنتين فإن دهاء أبي بكر السياسي وحكمته المرنة خلصا شيراز من الكارثة العامة وجعلا من المدينة موئلا يلجأ إليه كثير من الهاربين من وجه المغول وذلك بعد أن اضطر إلى تقديم الولاء إلى ابن جنكيز خان ودفع له الجزية ثم من بعده لهولاكو وبموت أبي بكر انهار بيت بني سلغر وفي عام 1264 م تولت الحكم آبش خاتون بنت سعد الثاني ثم تزوجت من مانكور تيمور الابن الرابع لهولاكو خان ومن ثم أصبح إقليم فارس تحت حكم المغول مباشرة.
وفي عام 694 هـ / 1295 م اعتلى غازان العرش وعاد نجم الازدهار الفارسي إلى الصعود. كان غازان مسلماً مؤمناً متعبداً. وقد كان لموته في الثانية والثلاثين وقع أليم على جميع البلاد. وعين أخوه أولجاتيو عام 1305 م رجلا يدعى شرف الدين محمود شاه مديرا للممتلكات الإمبراطورية من إقليم فارس. وقد خلفه في هذا المنصب أبو سعيد 1317 م. ولم يأت عام 1325 م حتى نصب أبو سعيد نفسه حاكماً مستقلاً على المقاطعة وتلت ذلك مضاعفات سياسية في إقليم فارس استمرت حتى مجيء تيمور لنك.
وبموت أبي سعيد استولى أبو إسحاق على شيراز وأصفهان وهو أحد أبناء محمود شاه إينجو. وأخيراً استطاع أن يطرد عدوه القديم بينما نادى محمد بن مظفر بنفسه سيدا على يزد، وكان قد ذاع صيته لشجاعته وهو في خدمة أبي سعيد. وفي عام 1340 م حاصر شيراز أحد الأتابكة المنافسين وأخذها عنوة. واضطر ابن محمود شاه أن يرضى بأصفهان ولكنه ما لبث أن عاد في السنة التالية ليستولي على شيراز خدعة وينصب نفسه حاكماً على إقليم فارس كله.
ومنذ عام 1353 م إلى عام 1393 م، أي عندما فتح تيمور لنك شيراز للمرة الثانية والأخيرة، كان يحكم معظم إقليم فارس أفراد من بني مظفر. ونادراً ما كانت تمر سنة واحدة لا تعكر صفوها حرب داخلية، وبعد سقوط منصور آخر أمراء بني مظفر انتهى عصر الرونق الملكي الثاني في شيراز. وتحول إقليم فارس إلى مقاطعة مهملة في الإمبراطورية التيمورية، وكانت لا تزال على هذه الحال عندما استولى الصفويون على بلاد فارس أجمع.
وعاد نجم المدينة إلى الصعود في عهد الأمير قوبي خان وكان الحاكم العام لإقليم فارس من قبل الشاه عباس. حيث عمل كثيراً على تجميل المدينة مقلداً في ذلك ما فعله سيده في أصفهان، وقد بنى الأسوار وغرس أشجار السرو على الجانبين لمسافة بعيدة على الطريق المؤدية إلى أصفهان مضفيا على المدينة من جهة الشرق ما يليق بها من منظر، كذلك نصب السرادقات بين مسافة وأخرى على غرار تشاهرباغ الشهير الذي بناه الشاه عباس في أصفهان. كما بنى في الميدان الكبير قصراً فخماً. وفي عام 1615 م. بنى الكلية المعروفة بمدرسة خان، ولم يبق منها إلا بهو مثمن الشكل يمتاز بالفسيفساء والقيشاني البديع.
وفي عام 1668 م هطلت الأمطار بغزارة ووافق ذلك وقت ذوبان الثلوج على الجبال، مما سبب فيضانا عارما تضررت منه المدينة ضرراً شديداً؛ فقد تبع هذا الفيضان وباء جعل المدينة في حالة يرثى لها. وكانت شيراز قد ابتلت من هذه الكارثة إلى حد بعيد.
وفي عام 1725 م جند الأفغان قوة للاستيلاء على شيراز، وكانوا قد استولوا قبلاً على أصفهان وحكموا معظم بلاد فارس. غير أن هذه القوات صدت وقتل قائدها. ثم حاصرت المدينة قوة أفغانية تفوق الأولى عددا واستولت عليها بعد أن مات كثيرا من السكان جوعا. وقد جعلها كريم خان زند عاصمته وأحاطها بالأسوار والخنادق ورصف شوارعها وأقام العمائر الجميلة فيها، وبخاصة السوق الكبير.
وفي عام 1729 م وردت الأخبار تقول: إن نادر قولي بك الذي أصبح فيما بعد نادر شاه، طرد الأفغان من أصفهان، فثار أهل شيراز ولكن الحامية الأفغانية أخضعتهم وقتلت منهم الكثير وأنزلت بالمدينة وببساتينها خسائر فادحة. غير أن نادر قولي بك هزم الأفغانيين في ديسمبر عام 1729 م، وذلك في معركة جرت قرب شيراز التي سقطت بعد ذلك في يديه. فأعاد النظام والأمن، وأصلح الأضرار التي نزلت المدينة وغرس البساتين. ولكن تقي خان شيرازي، حاكم شيراز قاده طموحه لسوء الحظ إلى التمرد على نادر شاه ونصب نفسه حاكما مستقلا على شيراز. فأرسل نادر الجيوش في الحال لإخماد نار الثورة، وسقطت المدينة في يديه بعد حصار دام أربعة أشهر ونصف، ثم أعمل الجنود في شيراز السلب فنهبوا كل بيت وقتلوا كثيرا من الأهالي. وبعد اغتيال نادر شاه عام 1747 م عانت شيراز الأهوال مرة أخرى.
وفي عهد كريم خان زند أصبحت شيراز عاصمة بلاد فارس. وعند موته عام 1779 م كانت المدينة قد استعادت كثيراً من مجدها السابق وبعد خمس عشرة سنة تولى الحكم آقا محمد شاه مؤسس العائلة القاجارية وعدو بني زند اللدود، واتخذ طهران عاصمة له بدلا من شيراز فعادت مرة أخرى إلى التأخر.

## الجغرافيا
منطقة حدائق شيراز، في الشمال، حدائق تعود إلى ما قبل توسع المدينة.

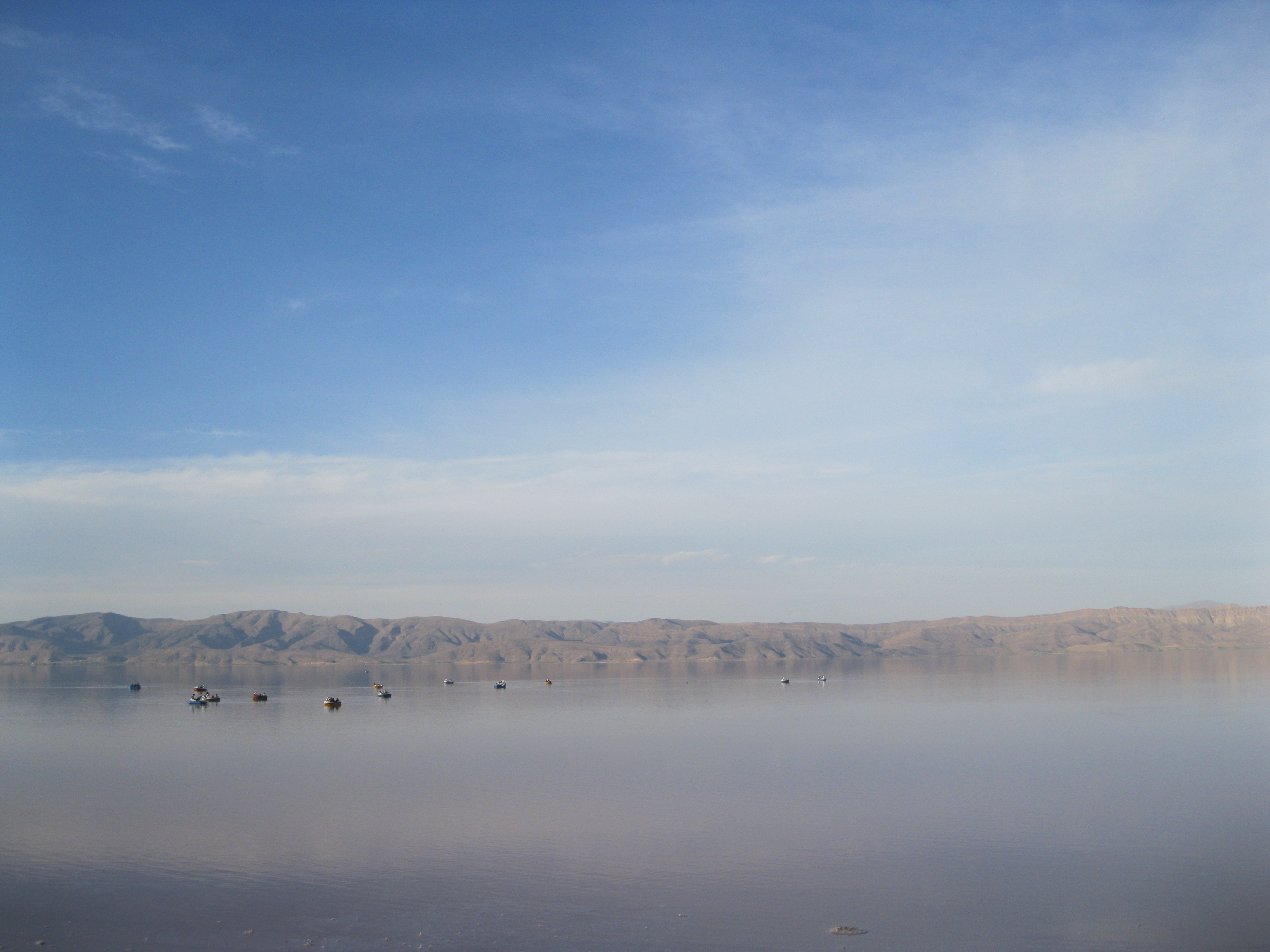
بحيرة مهارلو

تقع مدينة شيراز في جنوب إيران وشمال غرب محافظة فارس. وتقع شيراز في سهل أخضر على سفوح جبال زاغروس (على ارتفاع 1500 متر عن مستوى سطح البحر). وشيراز منطقة جبلية، ومن الجبال المشهورة فيها جبل دراك وجبل باباكوهي وجبل جهل مقام وجبل سبزبوشان.
وتقع شيراز 919 كيلومترا (571 ميلا) إلى الجنوب من طهران. أحد الأنهار الموسمية في شيراز وهو نهر «رودخانه خشك» يصب في الجزء الشمالي من المدينة في بحيرة مهارلو.
تتمتع شيراز بمناخ معتدل في المواسم العادية، وتحتوي شيراز على عدد كبير من الحدائق، ولكن بسبب النمو السكاني في المدينة، فقدت الكثير من هذه الحدائق لبناء شقق. هطول الأمطار في السنوات الأخيرة قد تغير بصورة ملحوظة، وبلغ 23 بوصة في السنة، ومتوسط سقوط الأمطار سنوياً بين 14 و 18 بوصة.
أعلى درجة حرارة مسجلة كانت 43.4 درجة مئوية (110.1 درجة فهرنهايت) في 3 يوليو 2022ref>"اداره کل هواشناسی استان چهارمحال و بختیاری". www.chaharmahalmet.ir. مؤرشف من الأصل في 2017-08-09. اطلع عليه بتاريخ 2025-06-20.</ref> وأدنى درجة حرارة مسجلة كانت −14.0 درجة مئوية (6.8 درجة فهرنهايت) في 5 يناير 1973.
| الشهر                     | يناير | فبراير | مارس | أبريل | مايو | يونيو | يوليو | أغسطس | سبتمبر | أكتوبر | نوفمبر | ديسمبر | سنوياً |
| ------------------------- | ----- | ------ | ---- | ----- | ---- | ----- | ----- | ----- | ------ | ------ | ------ | ------ | ----- |
| متوسط درجة الحرارة - C°   | 6     | 8      | 11   | 18    | 23   | 28    | 30    | 30    | 25     | 20     | 12     | 8      | 18    |
| متوسط درجة الحرارة القصوى | 11    | 13     | 17   | 24    | 30   | 35    | 37    | 36    | 32     | 27     | 18     | 13     | 24    |
| متوسط درجة الحرارة الدنيا | 1     | 3      | 6    | 11    | 16   | 20    | 23    | 22    | 17     | 12     | 6      | 3      | 12    |
| معدل المطر                | 4     | 5      | 5    | 2     | 0    | 0     | 0     | 0     | 0      | 1      | 3      | 4      | 24    |

| البيانات المناخية لـشيراز، الارتفاع: 1488 مترًا (المعدلات الطبيعية 1991-2020، والدرجات القصوى 1951-2020) | البيانات المناخية لـشيراز، الارتفاع: 1488 مترًا (المعدلات الطبيعية 1991-2020، والدرجات القصوى 1951-2020) | البيانات المناخية لـشيراز، الارتفاع: 1488 مترًا (المعدلات الطبيعية 1991-2020، والدرجات القصوى 1951-2020) | البيانات المناخية لـشيراز، الارتفاع: 1488 مترًا (المعدلات الطبيعية 1991-2020، والدرجات القصوى 1951-2020) | البيانات المناخية لـشيراز، الارتفاع: 1488 مترًا (المعدلات الطبيعية 1991-2020، والدرجات القصوى 1951-2020) | البيانات المناخية لـشيراز، الارتفاع: 1488 مترًا (المعدلات الطبيعية 1991-2020، والدرجات القصوى 1951-2020) | البيانات المناخية لـشيراز، الارتفاع: 1488 مترًا (المعدلات الطبيعية 1991-2020، والدرجات القصوى 1951-2020) | البيانات المناخية لـشيراز، الارتفاع: 1488 مترًا (المعدلات الطبيعية 1991-2020، والدرجات القصوى 1951-2020) | البيانات المناخية لـشيراز، الارتفاع: 1488 مترًا (المعدلات الطبيعية 1991-2020، والدرجات القصوى 1951-2020) | البيانات المناخية لـشيراز، الارتفاع: 1488 مترًا (المعدلات الطبيعية 1991-2020، والدرجات القصوى 1951-2020) | البيانات المناخية لـشيراز، الارتفاع: 1488 مترًا (المعدلات الطبيعية 1991-2020، والدرجات القصوى 1951-2020) | البيانات المناخية لـشيراز، الارتفاع: 1488 مترًا (المعدلات الطبيعية 1991-2020، والدرجات القصوى 1951-2020) | البيانات المناخية لـشيراز، الارتفاع: 1488 مترًا (المعدلات الطبيعية 1991-2020، والدرجات القصوى 1951-2020) | البيانات المناخية لـشيراز، الارتفاع: 1488 مترًا (المعدلات الطبيعية 1991-2020، والدرجات القصوى 1951-2020) |
| الشهر                                                                                                   | يناير                                                                                                   | فبراير                                                                                                  | مارس | أبريل                                                                                                   | مايو | يونيو                                                                                                   | يوليو                                                                                                   | أغسطس                                                                                                   | سبتمبر                                                                                                  | أكتوبر                                                                                                  | نوفمبر                                                                                                  | ديسمبر                                                                                                  | المعدل السنوي                                                                                           |
| --- | --- | --- | --- | --- | --- | --- | --- | --- | --- | --- | --- | --- | --- |
| الدرجة القصوى °م (°ف)                                                                                   | 23.4 (74.1)                                                                                             | 25.6 (78.1)                                                                                             | 30.8 (87.4)                                                                                             | 34.0 (93.2)                                                                                             | 39.0 (102.2)                                                                                            | 42.8 (109.0)                                                                                            | 43.5 (110.3)                                                                                            | 42.8 (109.0)                                                                                            | 39.2 (102.6)                                                                                            | 35.0 (95.0)                                                                                             | 28.6 (83.5)                                                                                             | 24.2 (75.6)                                                                                             | 43.5 (110.3)                                                                                            |
| متوسط درجة الحرارة الكبرى °م (°ف)                                                                       | 12.9 (55.2)                                                                                             | 15.6 (60.1)                                                                                             | 19.6 (67.3)                                                                                             | 25.0 (77.0)                                                                                             | 31.3 (88.3)                                                                                             | 36.7 (98.1)                                                                                             | 38.7 (101.7)                                                                                            | 37.7 (99.9)                                                                                             | 34.3 (93.7)                                                                                             | 28.4 (83.1)                                                                                             | 20.3 (68.5)                                                                                             | 15.3 (59.5)                                                                                             | 26.3 (79.4)                                                                                             |
| المتوسط اليومي °م (°ف)                                                                                  | 6.1 (43.0)                                                                                              | 8.7 (47.7)                                                                                              | 12.4 (54.3)                                                                                             | 17.5 (63.5)                                                                                             | 23.6 (74.5)                                                                                             | 28.6 (83.5)                                                                                             | 30.8 (87.4)                                                                                             | 29.5 (85.1)                                                                                             | 25.5 (77.9)                                                                                             | 19.6 (67.3)                                                                                             | 12.3 (54.1)                                                                                             | 7.8 (46.0)                                                                                              | 18.5 (65.4)                                                                                             |
| متوسط درجة الحرارة الصغرى °م (°ف)                                                                       | −0.2 (31.6)                                                                                             | 1.9 (35.4)                                                                                              | 4.9 (40.8)                                                                                              | 9.3 (48.7)                                                                                              | 14.0 (57.2)                                                                                             | 17.8 (64.0)                                                                                             | 20.6 (69.1)                                                                                             | 19.4 (66.9)                                                                                             | 15.1 (59.2)                                                                                             | 10.0 (50.0)                                                                                             | 4.6 (40.3)                                                                                              | 1.1 (34.0)                                                                                              | 9.9 (49.8)                                                                                              |
| أدنى درجة حرارة °م (°ف)                                                                                 | −14.0 (6.8)                                                                                             | −8.1 (17.4)                                                                                             | −4.3 (24.3)                                                                                             | −2.0 (28.4)                                                                                             | 3.0 (37.4)                                                                                              | 8.1 (46.6)                                                                                              | 14.0 (57.2)                                                                                             | 12.0 (53.6)                                                                                             | 1.0 (33.8)                                                                                              | 1.6 (34.9)                                                                                              | −8.0 (17.6)                                                                                             | −11.0 (12.2)                                                                                            | −14.0 (6.8)                                                                                             |
| الهطول مم (إنش)                                                                                         | 79.0 (3.11)                                                                                             | 53.6 (2.11)                                                                                             | 52.0 (2.05)                                                                                             | 26.0 (1.02)                                                                                             | 5.8 (0.23)                                                                                              | 0.2 (0.01)                                                                                              | 0.4 (0.02)                                                                                              | 1.4 (0.06)                                                                                              | 0.0 (0.0)                                                                                               | 4.0 (0.16)                                                                                              | 37.8 (1.49)                                                                                             | 64.1 (2.52)                                                                                             | 324.3 (12.78)                                                                                           |
| متوسط أيام هطول الأمطار (≥ 1.0 mm)                                                                      | 6.3 | 5.4 | 5.1 | 3.3 | 1.3 | 0.1 | 0.2 | 0.2 | 0 | 0.8 | 3.3 | 4.7 | 30.7 |
| متوسط الأيام الممطرة                                                                                    | 9.5 | 9.2 | 9.2 | 5.9 | 1.9 | 0.3 | 0.5 | 0.3 | 0.1 | 1.3 | 5.8 | 7.6 | 51.6 |
| متوسط الأيام المثلجة                                                                                    | 1.5 | 0.6 | 0.0 | 0.0 | 0.0 | 0.0 | 0.0 | 0.0 | 0.0 | 0.0 | 0.0 | 0.6 | 2.7 |
| متوسط الرطوبة النسبية (%)                                                                               | 59 | 52 | 46 | 41 | 28 | 20 | 21 | 23 | 25 | 32 | 49 | 58 | 38 |
| ساعات سطوع الشمس الشهرية                                                                                | 218 | 214 | 248 | 260 | 327 | 353 | 340 | 339 | 310 | 295 | 233 | 226 | 3٬363                                                                                                   |
| المصدر #1: NOAA NCEI                                                                                    | | | | | | | | | | | | | |
| المصدر #2: Iran Meteorological Organization (records), (أيام مع ثلوج),                                  | | | | | | | | | | | | | |

## أحياء شيراز
| - آبيوردي - فرهنج شهر - غسرودشت - كويه زهراء - ملا صدرا - شاه جراغ - شهرك جشيرازلستان |  | - شهرك صدرا - تاجارا (تاچارا) - زرهي - ساحة ارتش (ساحة الجيش) - باغ ناري - بودناك - دارمان |

## السكان
| ذكور    | السن       | إناث    |
| ------- | ---------- | ------- |
| 42٬913  | أكبر من 65 | 38٬786  |
| 17٬400  | 60-64      | 16٬325  |
| 25٬819  | 55-59      | 24٬025  |
| 39٬556  | 50-54      | 36٬462  |
| 49٬509  | 45-49      | 46٬212  |
| 56٬075  | 40-44      | 53٬333  |
| 63٬398  | 35-39      | 61٬361  |
| 67٬306  | 30-34      | 64٬983  |
| 92٬316  | 25-29      | 89٬896  |
| 122٬426 | 20-24      | 116٬372 |
| 107٬145 | 15-19      | 101٬341 |
| 74٬531  | 10-14      | 70٬834  |
| 60٬736  | 5-9        | 57٬528  |
| 58٬732  | 0-4        | 55٬866  |

بلغ عدد سكان شيراز سنة 2006 حوالي 1,204,882 نسمة. وغالبية سكان شيراز من الفرس، ويتكلمون لهجة خاصة من لهجات اللغة الفارسية تعرف باسم «اللهجة الشيرازية»، وهي اللهجة السائدة في جنوب إيران، كما تعيش أقليات أذرية وكردية وعربية وغيرها في شيراز.
هذا الجدول يوضح بعض المصطلحات المستخدمة في اللهجة الشيرازية، والتي تختلف عن اللغة الفارسية القياسية، مع مقابلها في اللغة العربية:
| اللهجة الشيرازية | الفارسية القياسية | العربية |
| ---------------- | ----------------- | ------- |
| رنج              | کوچک              | صغير    |
| دس               | دست               | كف      |
| ماس              | ماست              | زبادي   |
| صب               | صبح               | نهار    |
| شوور             | شوهر              | زوج     |

### الدين

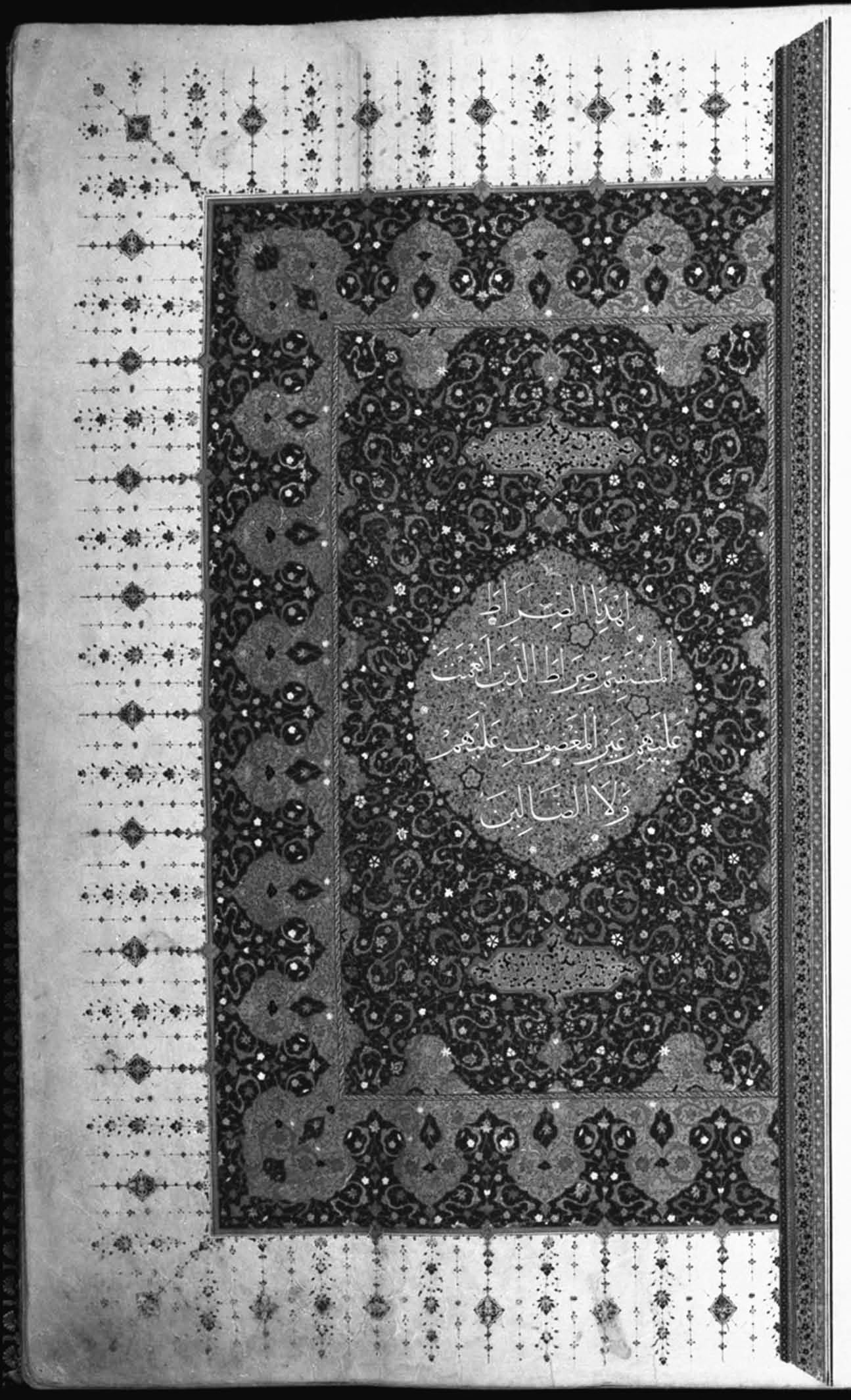
قرآن تاريخي في شيراز

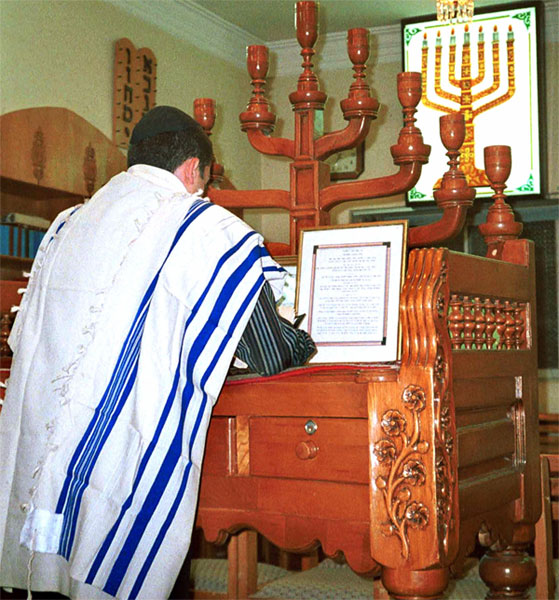
يهودي في حالة عبادة في شيراز

أكثر سكان شيراز مسلمون على المذهب الشيعي الإثني عشري، كما تعيش فيها أقلية من أتباع المذهب السني. في مايو 2008، تعرض أحد مساجد الشيعة في شيراز إلى تفجير أودى بحياة أربعة عشر شخصاً. ووجهت إيران الإتهام إلى الولايات المتحدة وبريطانيا، فقد صرح المتحدث باسم القضاء الإيراني علي رضا جمشيدي للتلفزيون الإيراني:
| شيراز | إن الإرهابيين المسؤولين عن التفجير عملاء لحكومتي الولايات المتحدة وبريطانيا في إيران. وقد تم تحديد العلاقة بين من زرعوا القنابل في شيراز وبين الولايات المتحدة وبريطانيا وانهم يحصلون على دعم مالي وكانوا في الواقع يعملون كعملاء أجانب في إيران. | شيراز |

وكانت نسبة كبيرة من اليهود تعيش في شيراز، ومعظمهم هاجر إلى الولايات المتحدة وإسرائيل. وفي الوقت الحاضر يعيش في شيراز حوالي 4000 يهودي فقط.
بسبب التبشير المسيحي في إيران نشأت طائفة مسيحية في شيراز وغالبيتهم بروتستانت. وتوجد في شيراز حالياً كنيستين تعملان بفعالية، الأولى كنيسة أرمنية والثانية كنيسة إنجيلية.

## الاقتصاد

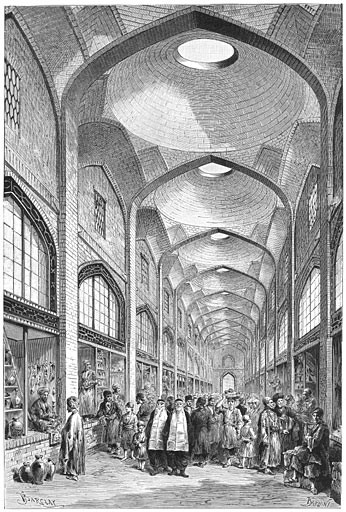
سوق وكيل سنة 1881، من أهم الأسواق في شيراز

تعد شيراز المركز الاقتصادي لجنوب إيران. في النصف الثاني من القرن التاسع عشر حصلت العديد من التغييرات والتطويرات في شيراز. وافتتاح قناة السويس سنة 1869 كان له أثر على نمو الاقتصاد في شيراز. فنشأت حركة استيراد كبيرة في جنوب إيران للبضائع الأوروبية الرخيصة، ويكون الاستيراد مباشرة من أوروبا. وأحياناً تستورد البضائع من الهند.
وابتدأ المزراعين بحصد أرباح خيالية من اشياء من مزروعات لم تكن تزرع في إيران. كالخشخاش المنوم التبغ والقطن والكثير من هذه المحاصيل مرت على شيراز في طريقها إلى الخليج العربي. وقد عمل التجار الإيرانيين شبكات تسويق لهذه المحاصيل لمسافات طويلة بعيدة عن فارس. وأسسوا هذه التجارة في مدن مومباي وكلكتا وبورسعيد وإسطنبول وحتى هونغ كونغ.
اقتصاد شيراز يعتمد على منتجاتها المحلية ومنها العنب والحمضيات والقطن والرز. وبعض الصناعات كالاسمنت والسكر والسماد والمصنوعات النسيجية والمصنوعات الخشبية والمعدنية والسجاد تنتشر في شيراز. شيراز فيها أيضاً بئر نفط وهو من أهم البئر في إيران. وشيراز مركز مهم للصناعات الإلكترونية. حيث أن 53% من الاستثمار الإيراني في الصناعات الإلكترونية موجود في شيراز.
والزراعة دائما جزء رئيسي من الاقتصاد في شيراز والمناطق المحيطة، ويعود ذلك بسبب توافر المياه في شيراز والمناطق التي تقع حواليها على عكس الصحاري القريبة منها. تشتهر شيراز أيضاً مشهور بالورد وصناعة السجاد. زراعة العنب لها تاريخ طويل في المنطقة. والنبيذ الشيرازي كان يتصنع في شيراز قبل الثورة الإسلامية الإيرانية. شيراز أيضاً أهم مدينة في إيران في تكنولوجيا المعلومات وصناعة الاتصالات والإلكترونيات.
منطقة شيراز الاقتصادية الخاصة (The Shiraz Special Economic Zone - SEEZ) تأسست سنة 2000 لتطوير صناعة الاتصالات والإلكترونيات.
وتحتوي شيراز على عدد كبير من المجمعات التجارية، أهمها:
- مجمع خليج فارس (بالفارسية: مجتمع بزرگ تجاری وتفریحی خلیج فارس)يقع مقابل منطقه جلستان (بالفارسية شهرک گلستان) [31]
- مركز التجارة العالمي (بالفارسية: مرکز تجارت جهانی، ایران-شیراز).يقع في منطقة قصر دشت بين عفيف آباد وولي عصر [32]
- مجمع ستاره (بالفارسية: مجتمع تجاری تفریحی ستاره فارس) يقع في شارع عفيف آباد.[33][34]

## المواصلات
مطار شيراز الدولي (إياتا: SYZ) (ايكاو: OISS)، وهو ثاني أهم مطار في إيران بعد مطار الإمام الخميني الدولي. وهو يخدم سكان شيراز وجميع مدن محافظة فارس.
مترو شيراز S.U.R.O (بالفارسية متروی شیراز) مشروع ابتدأت الحكومة الإيرانية بعمله في شيراز، وذلك ضمن خطة لبناء مشاريع مماثلة في مدن أخرى في إيران (كقم، أصفهان، مشهد وتبريز). وذلك لأن المدن الإيرانية تزداد نمواً سكانياً يوماً بعد يوم، مما يجعل الحاجة إلى وسائل مواصلات أكثر. هذا وسيتكون المترو من ثلاثة خطوط:
- خط 1: سيكون يبتدأ من ساحة جلسرخ (گلسرخ) (القريبة من المطار) إلى ساحة احسان وساحة ميرزا كوجك خان في شمال غرب شيراز.
- خط 2: سيكون طوله 8.5 كم ويتقاطع مع خط 1 عند ساحة الإمام الحسين (میدان امام‌حسین)
- خط 3: سيكون طوله 16 كم، وسيكون يمر على محطة القطارات كي يخدم المسافرين عبر القطار ليركبوا المترو في أي وقت.

شيراز لديها شبكة باصات حديثة تتكون من سبعة خطوط، ويتحرك في هذه الخطوط 5000 باص. ثالث باص سريع (Bus Rapid Transit)) في إيران فتح في شيراز سنة 2009 والآن يعمل على خطين. وسيفتح أيضاً خطين آخرين سنة 2010. وشركة إيران خودرو (الذي كان اسمها «ایران ناسیونال» قبل الثورة) هي التي تدير الباصات.

## التعليم

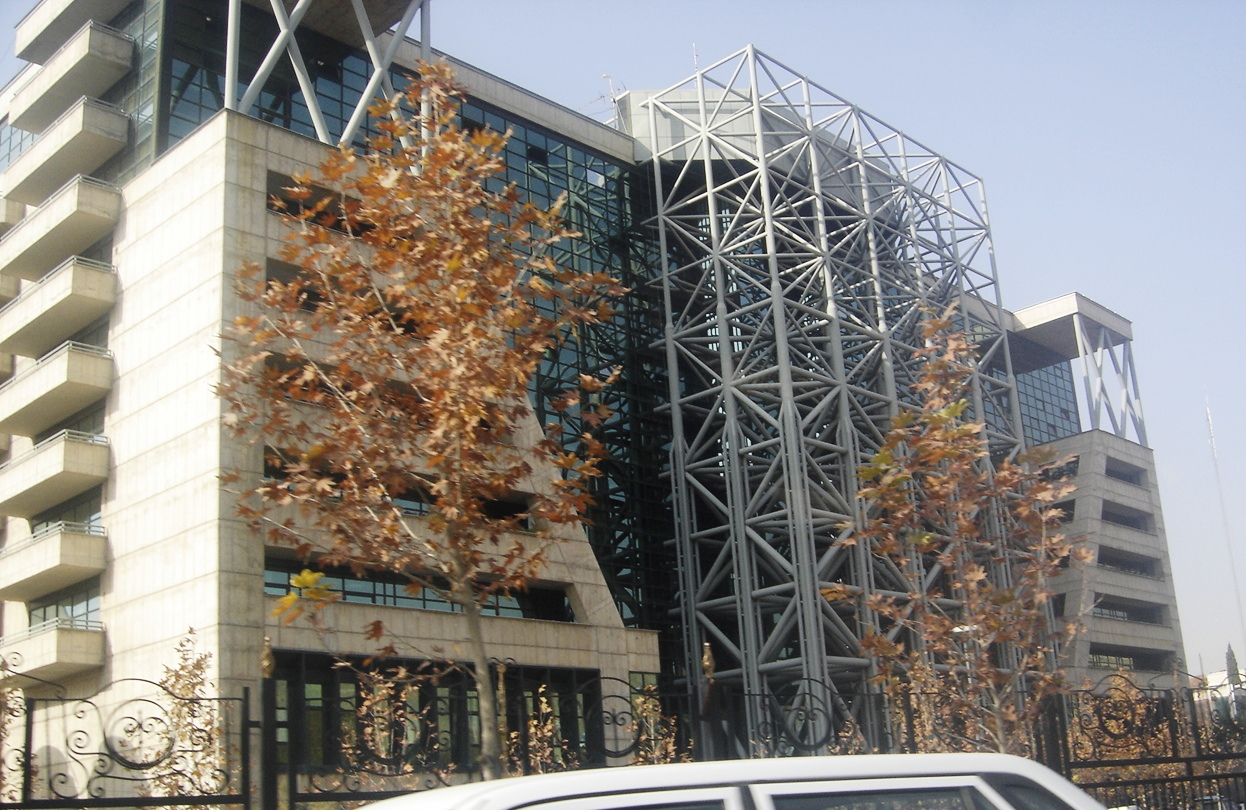
جامعة شيراز للعلوم الطبية

يوجد في شيراز عدد من الجامعات، ومؤسسات التعليم العالي:
- جامعة شيراز للعلوم الطبية (بالفارسية: دانشگاه علوم پزشکی شیراز)، تأسست سنة 1950.[37]
- جامعة شيراز التقنية (بالفارسية دانشگاه صنعتی شیراز). تأسست سنة 2004، وهي متخصصة.[38]
- کلیّة صنایع مخابرات راه دور ایران [39]
- کلیّة صنعت الكترونیك
- جامعة شهید باهنر شیراز الفنية والمهنية[40]
- مركز حافظ شيراز للتعليم العالي [41]
- مركز باسارجاد شيراز للتعليم العالي [42]

### جامعة شيراز
جامعة شيراز (بالفارسية: دانشگاه شیراز). من أهم الجامعات في شيراز. تأسست سنة 1946، وكان تسمى جامعة بهلوي قبل الثورة الإيرانية الإسلامية. الرئيس الحالي للجامعة هو الدكتور محمد هادي صادقي. ومن المشاهير المتخرجين من جامعة شيراز الأمريكي جون ليمبرت (John Limbert). والأمريكي ریتشارد فرای (Richard Frye). ووزير الاتصالات الإيراني محمد سليماني. أستاذ نظام الدین فقیه هو واحد من أساتذة هذه الجامعة الشهيرة.

## الرياضة

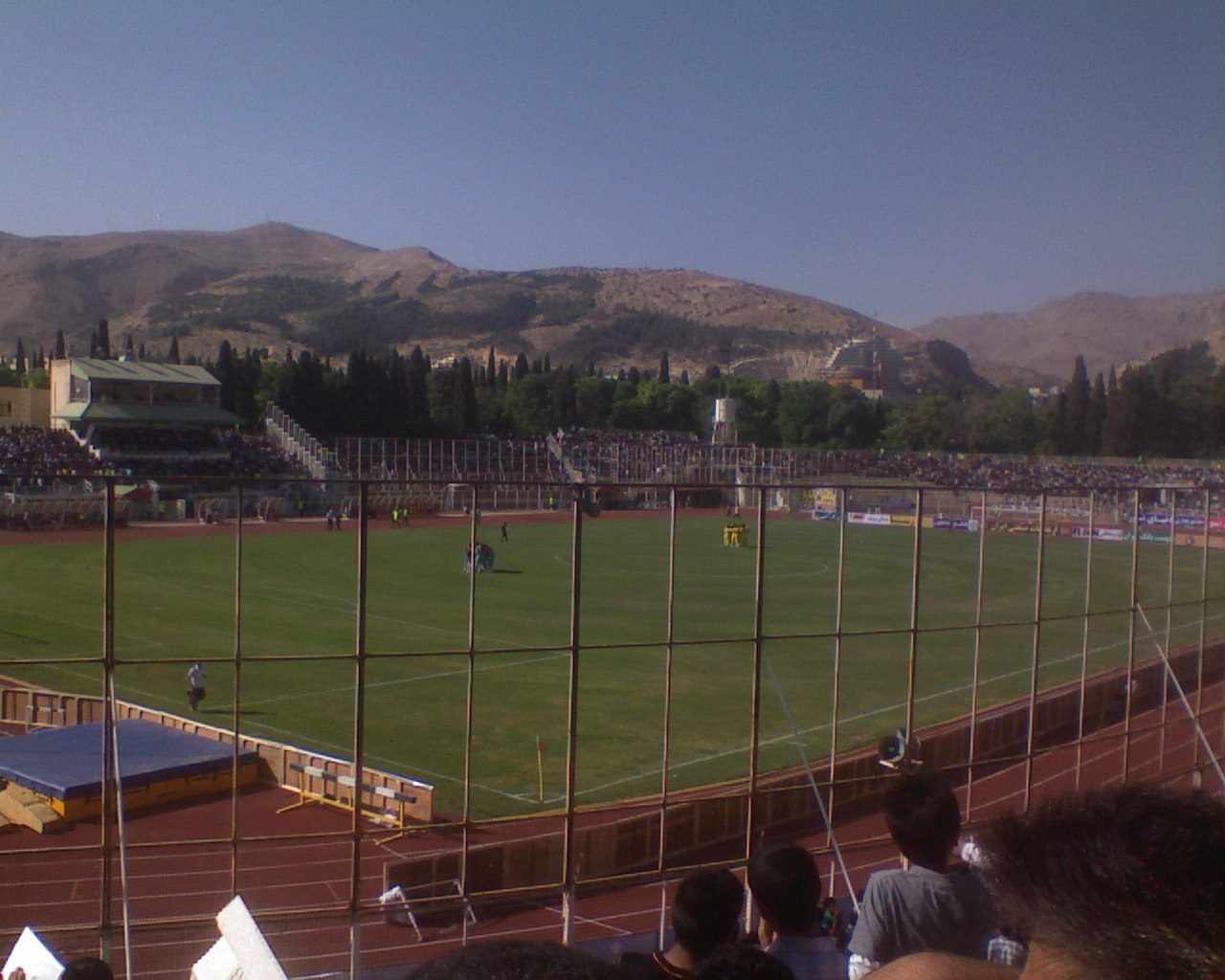
استاد حافظية

كرة القدم هي الرياضة الأكثر شعبية في شيراز كما هو الحال في باقي مناطق إيران. ومن الأندية المشهورة في شيراز نادي برق شيراز الذي تأسس سنة 1946، ويعد من أهم الأندية المشاركة في دوري المحترفين الإيراني. كما يوجد نادي آخر في شيراز وهو نادي فجر شهيد سباسي الذي تأسس سنة 1988.
ويوجد في شيراز ملعبين لكرة القدم، الأول استاد حافظية الذي تأسس سنة 1945، واستاد شيراز الذي تأسس سنة 2009 ويسع لـ50,000 متفرج. وكلا الناديين (برق شيراز وفجر شهيد سباسي) يشتركان في الملعبين.
الرياضة في شيراز مشهورة بامتلاكها فريقاً نسائياً في الرجبي.

## بلدية شيراز
تأسست بلدية شيراز سنة 1907 م. وتتبع لها ثمانية مراكز بلدية. وأول رئيس لبلدية شيراز كان حبيب الله خان حاج قوام ديوان، وأما الرئيس الحالي للبلدية فهو محمد علي معتكف.

## معالم المدينة
| باسارغاد (بالفارسية: پاسارگاد) هي مدينة في فارس القديمة كانت أول عاصمة للأخمينيين في أيّام كورش الكبير (سايروس)، وتقع هذا اليوم في مقاطعة سعادت شهر. من آثارها قصور وقبر كورش الكبير (کوروش بزرگ). هي اليوم موقع أثري هام واحد مواقع منظمة اليونسكو للتراث العالمي. تقع على بعد 87 كم شمال شرق برسيبوليس، في محافظة فارس في إيران. بناها كعاصمة كوروش الكبير في حوالي 546 قبل الميلاد وظلت عاصمة لفارس حتى بنى داريوش الكبير العاصمة برسيبوليس. |
| برسبوليس (بالفارسية: تخت جمشيد، باليونانية: Πέρσης πόλις برس بولس) هي عاصمة الإمبراطورية الأخمينية (550-330ق.م). يبعد هذا الموقع مسافة 70 كم شمال شرق مدينة شيراز في محافظة فارس في إيران. في الفارسية الحديثة، يعرف هذا الموقع باسم تخت جمشيد (أي عرش جمشيد) أو پارسه. أقدم بقايا هذا الموقع يعود تاريخها إلى 515ق.م. يدعى هذا الموقع عند الفرس القدامى باسم پارسه، والتي تعني "مدينة الفرس". وترجمة اسم برسبوليس في اليونانية تعني "المدينة الفارسية". وقد تم إعلان تخت جمشيد كموقع للتراث العالمي من قبل اليونسكو. الأدلة الآثارية تثبت بأن أولى بقايا هذا الموقع قد تم إنشائها في عام 515ق.م. عالم الآثار الفرنسي، رينيه غودار، الذي قام يالتنقيب في الموقع في بداية العقد الرابع من القرن السابق، افترض أن قورش الكبير قام باختبار موقع تخت جمشيد، لكن دارا الأول هو من قام ببناء المصطبة والقصور العظيمة. وقد أمر دارا الأول ببناء قصر آبادانا وقاعة المجلس (القاعة ذات الأبواب الثلاث)، وخزانة الدولة وما حولها. وقد تم إنهائها في عهد إبنه، الملك خشایار الأول. والعديد من المنشأت تم بنائها على نفس المصطبة إلى حين سقوط السلالة الأخمينية. |
| متحف بارس متحف بارس (بالفارسية: موزه پارس) أحد أهم المتاحف التاريخية في شيراز. ومبنى المتحف كان قصر ضيافة تابع للدولة الزندية. وقد دفن في المتحف الإمبراطور كريم خان زند |
| نقش رستم نقش رستم هو موقع أثري إيراني يقع في واد يبعد حوالي 12 كم شمال غرب مدينة برسيبوليس الأثرية بالقرب من إصطخر وشيراز في محافظة فارس بإيران يحتوي على نقوش حجرية منحوتة على الصخر كما يضم موقع صليب فارسي والذي يحتوي على قبور أربع ملوك من ملوك فارس. يضم الموقع العديد من الآثار والتي تعود إلى فترات زمنية عديدة تعرض عدد منها إلى الدمار على مر الزمن يعتقد أن أقدم محتويات الموقع تعود لحوالي 1000 عام قبل الميلاد، كما يضم الموقع آثاراً عيلامية إضافة إلى آثار أخمينية بالإضافة إلى آثار ساسانية وهي الأحدث مقارنة بالآثار الأخرى. |
| حديقة أرم حديقة أرم، (بالفارسية: باغ ارم) هي عبارة عن حديقة من حدائق مدينة شيراز تحوي جميع أنواع الأشجار بالعالم بألوانها وأشكالها الغريبة. ويوجد بها قصر للشاه، وبركة صناعية بها أسماك، وتعد متحفاً عاماً للزوار. وهي تابعة لجامعة شيراز. |
| بوابة القرآن بوابة القرآن (بالفارسية: دروازه قرآن) تعود جذور هذه البوابة إلى الأزمنة القديمة، وهي عبارة عن مدخل لمدينة شيراز تقع علي بداية طريق اصفهان، ففي عد الأمير کريم خان زند أجريت فيها عمليات التعديل والترميم وبنيت فوقها غرفة صغيرة وضع فيها القرآن، تبرکاً من صون المارة من المکاره والحوادث. وفي الآونة الأخيرة شملتها عملية التوسيع، مما اظهرها بطابع متنزه جميل. |
| شاه جراغ شاه جراغ (بالفارسية: شاه جِراغ)، هو مسجد يضم ضريح للأخوين أحمد ومحمد أبناء موسى الكاظم وشقيقي علي الرضا. والإثنين قاما باللجوء إلى شيراز، إيران (حوالي 900 م.) إبان فترة حكم العباسيين واضطهادهم للمسلميين الشيعة. يعتبر المسجد من أبرز أماكن العبادة في المدينة، حيث صار مركزاً للاحتفالات الدينية منذ القرن الرابع عشر. كما يقصده الزوار الشيعة. |

## مدن متوأمة
شيراز توأمة مع:
- فايمار،  ألمانيا[49]
- تشونغتشينغ،  الصين
- دوشنبه،  طاجيكستان
- نيقوسيا،  قبرص
- نوفي ساد،  صربيا[50]
- كوالالمبور،  ماليزيا
- أغادير،  المغرب

## معرض صور

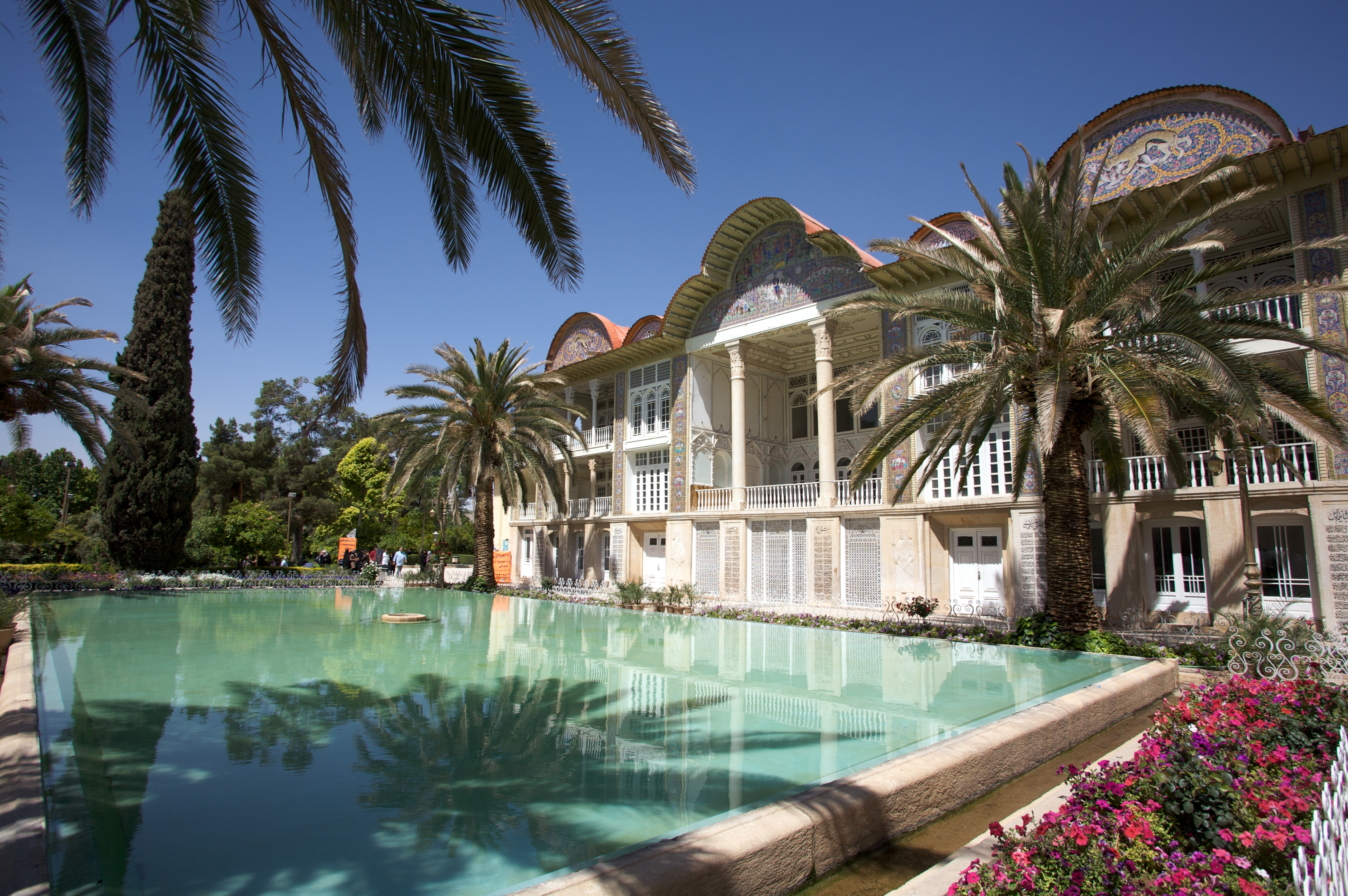
حديقة أرم
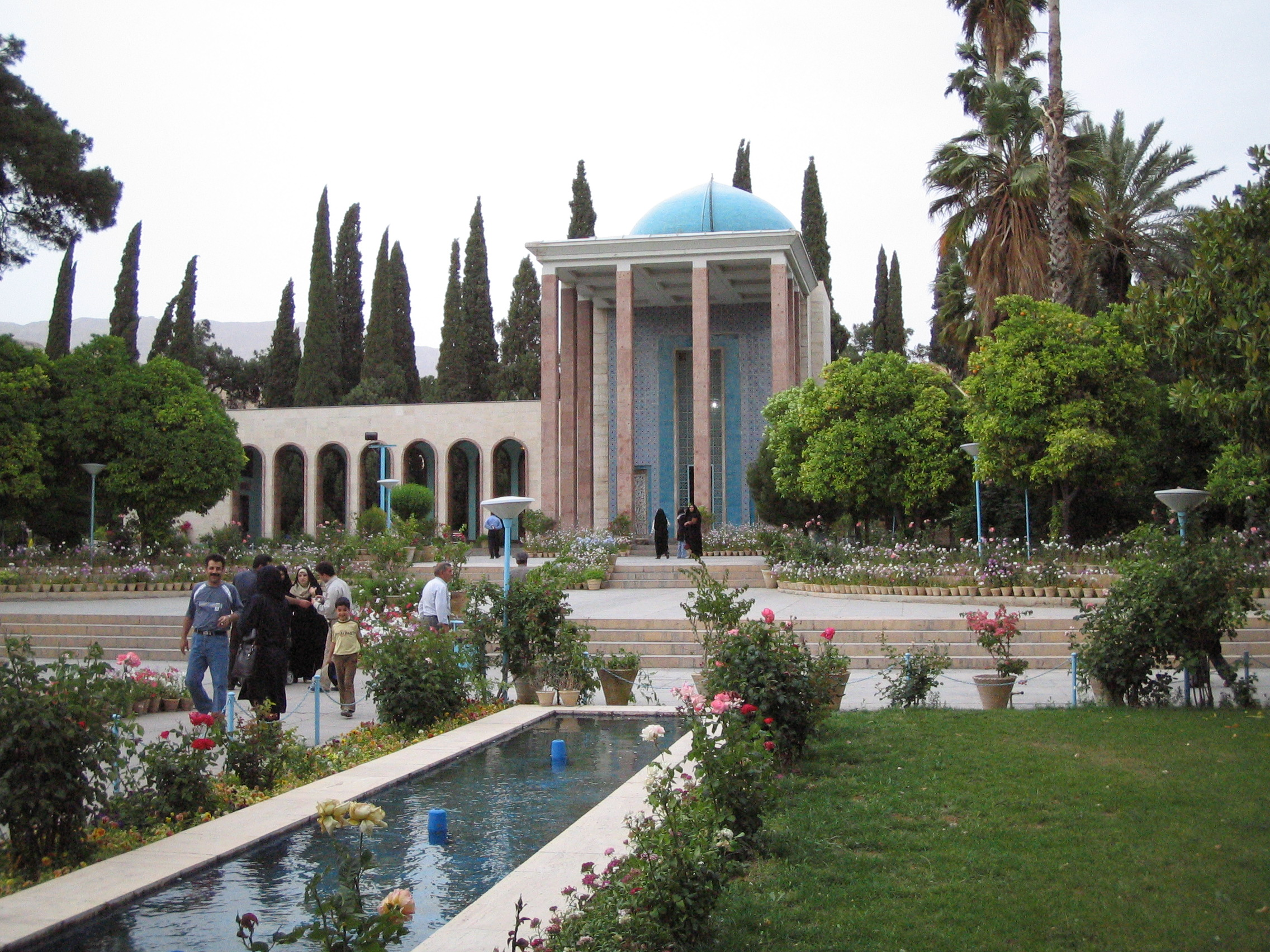
قبر الشاعر سعدي الشيرازي
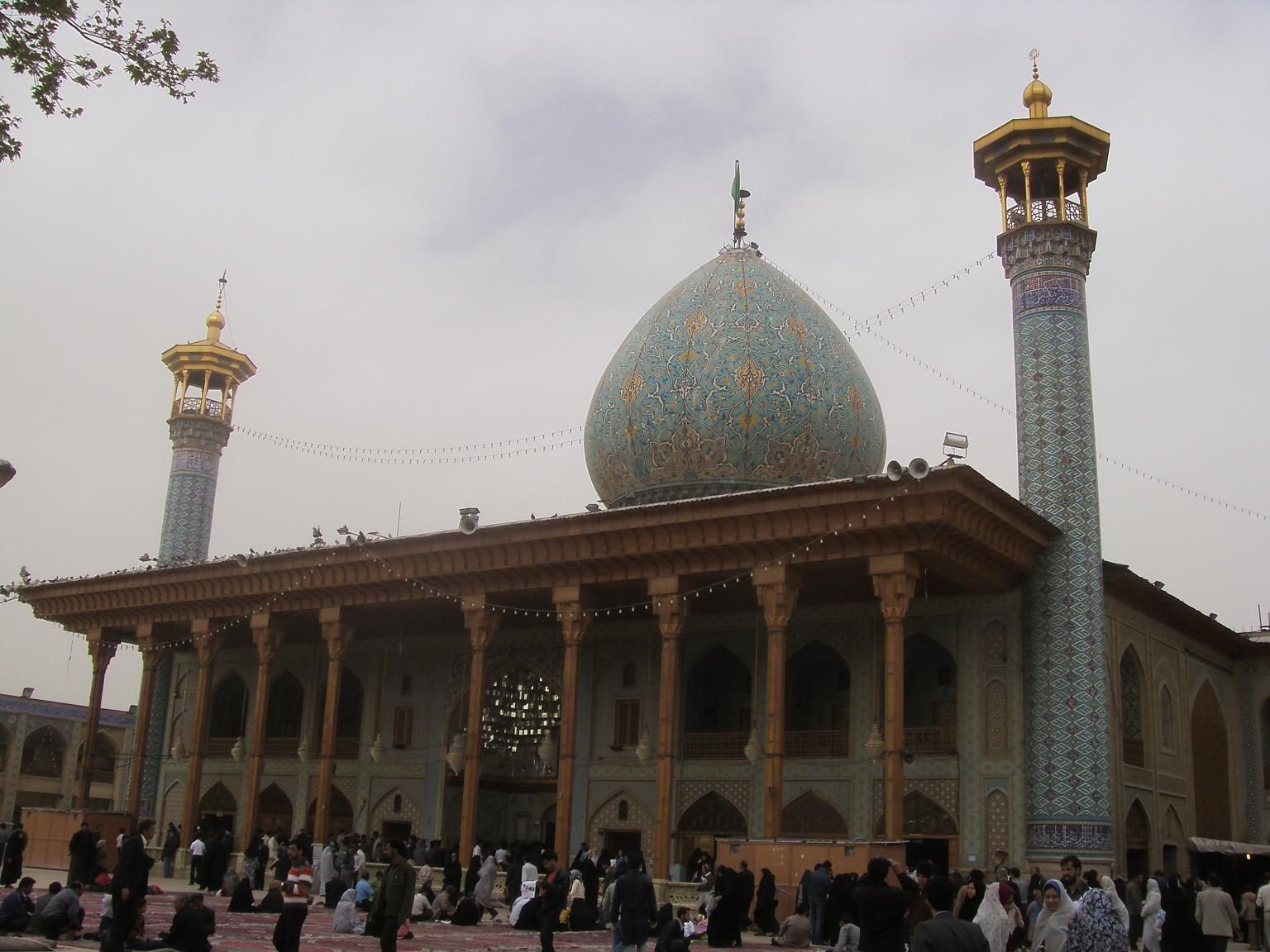
شاه جراغ
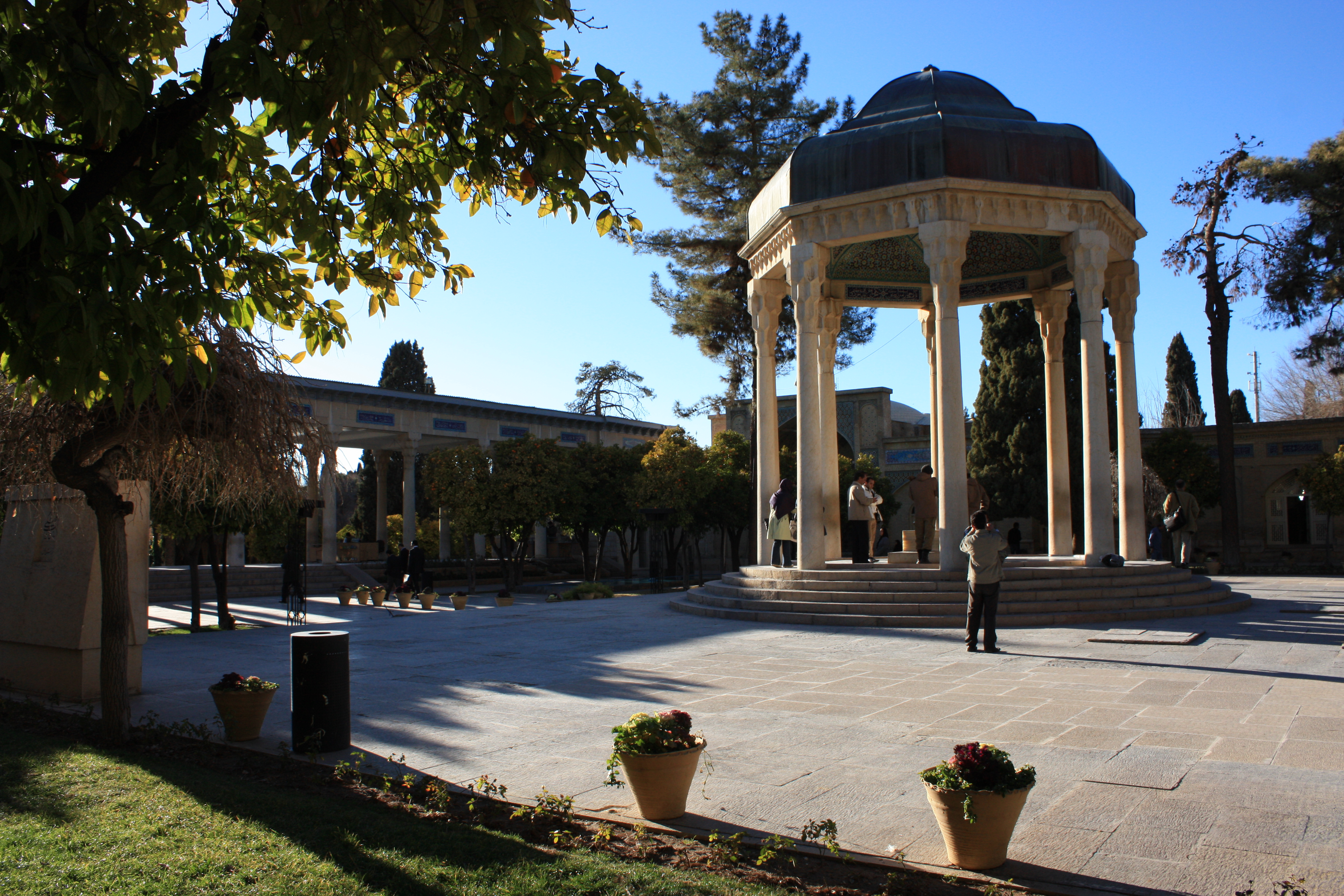
قبر الشاعر حافظ الشيرازي
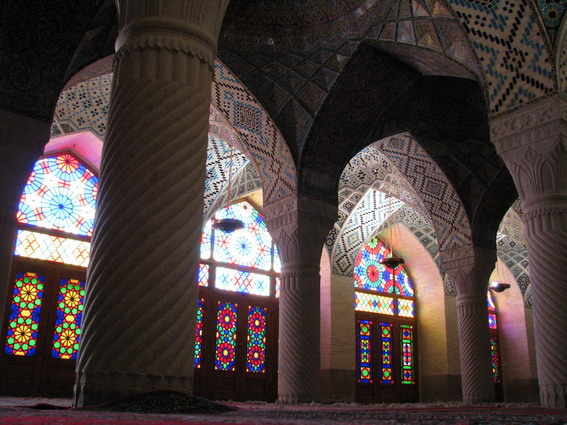
مسجد نصير الملك
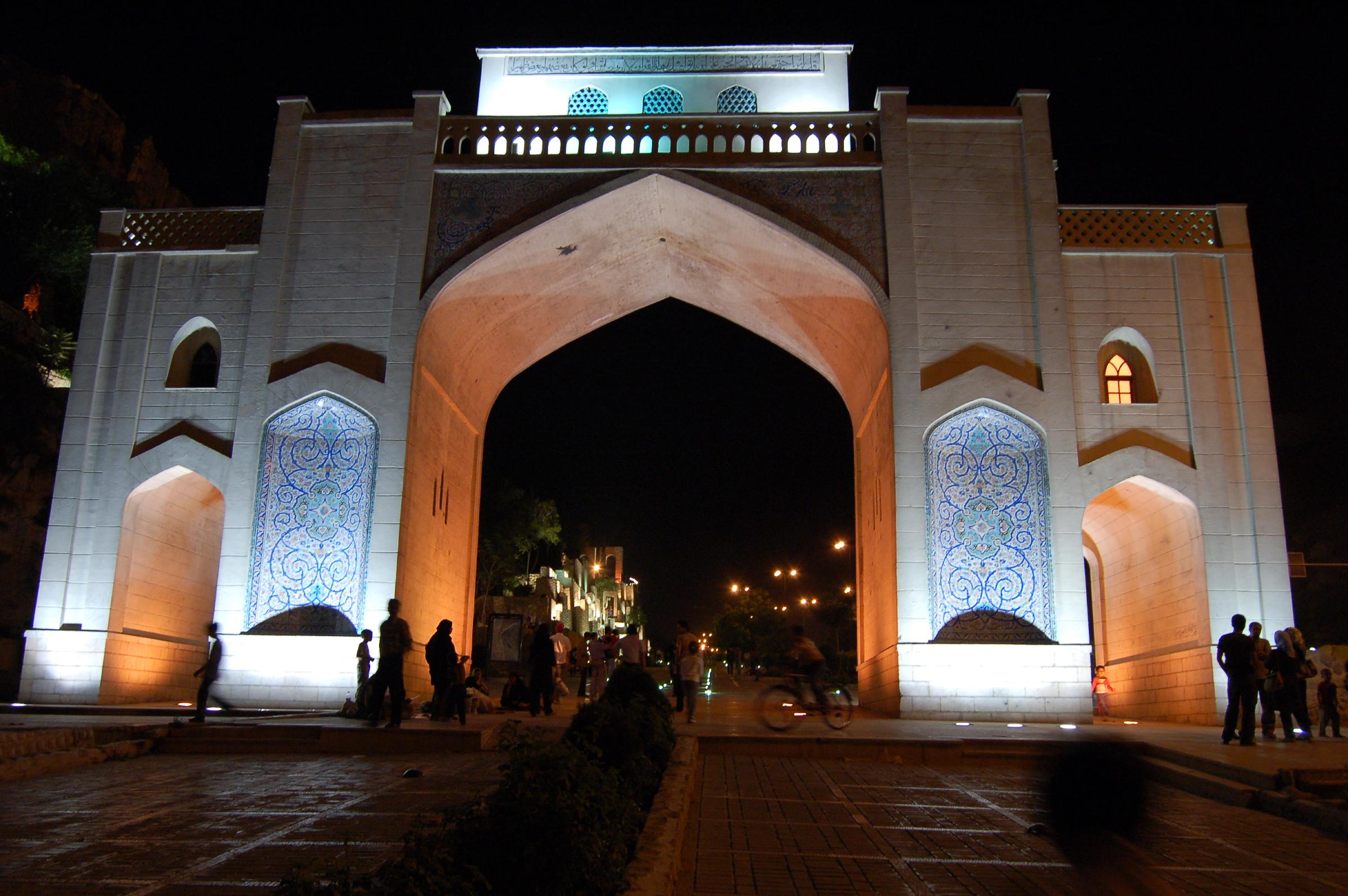
بوابة القرآن
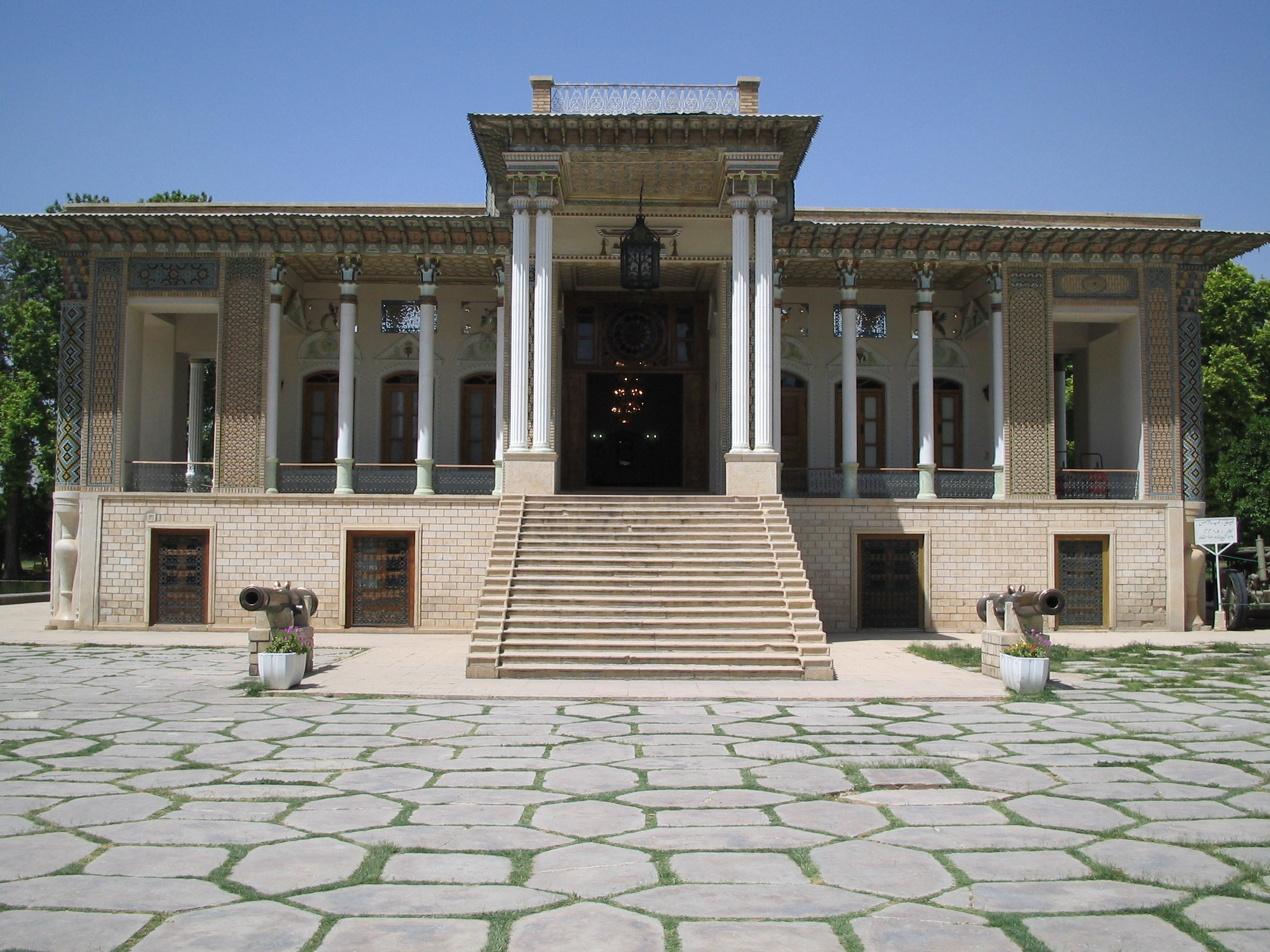
حديقة عفيف ‌آباد
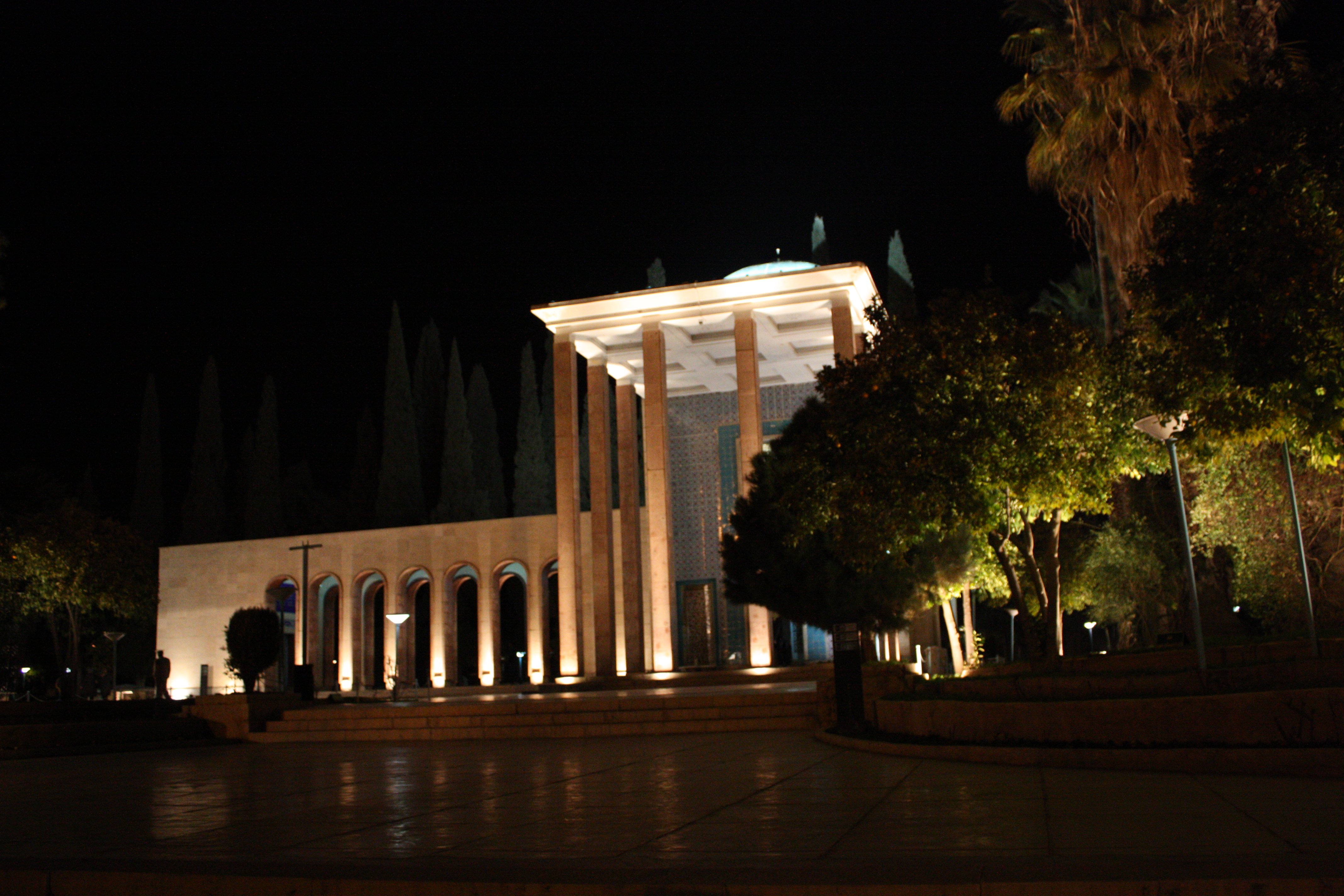
سعدية في المساء
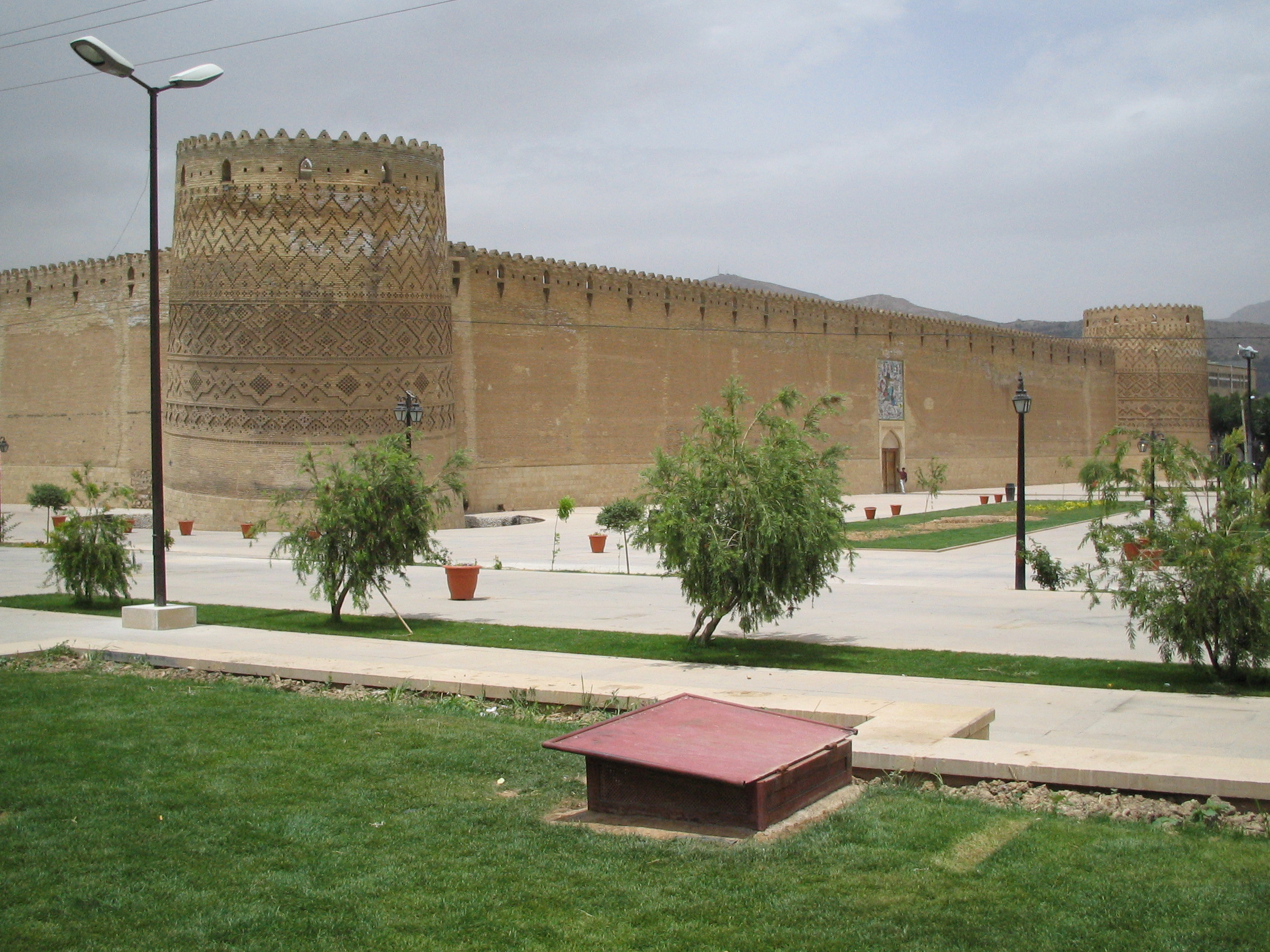
قلعة كريم خان
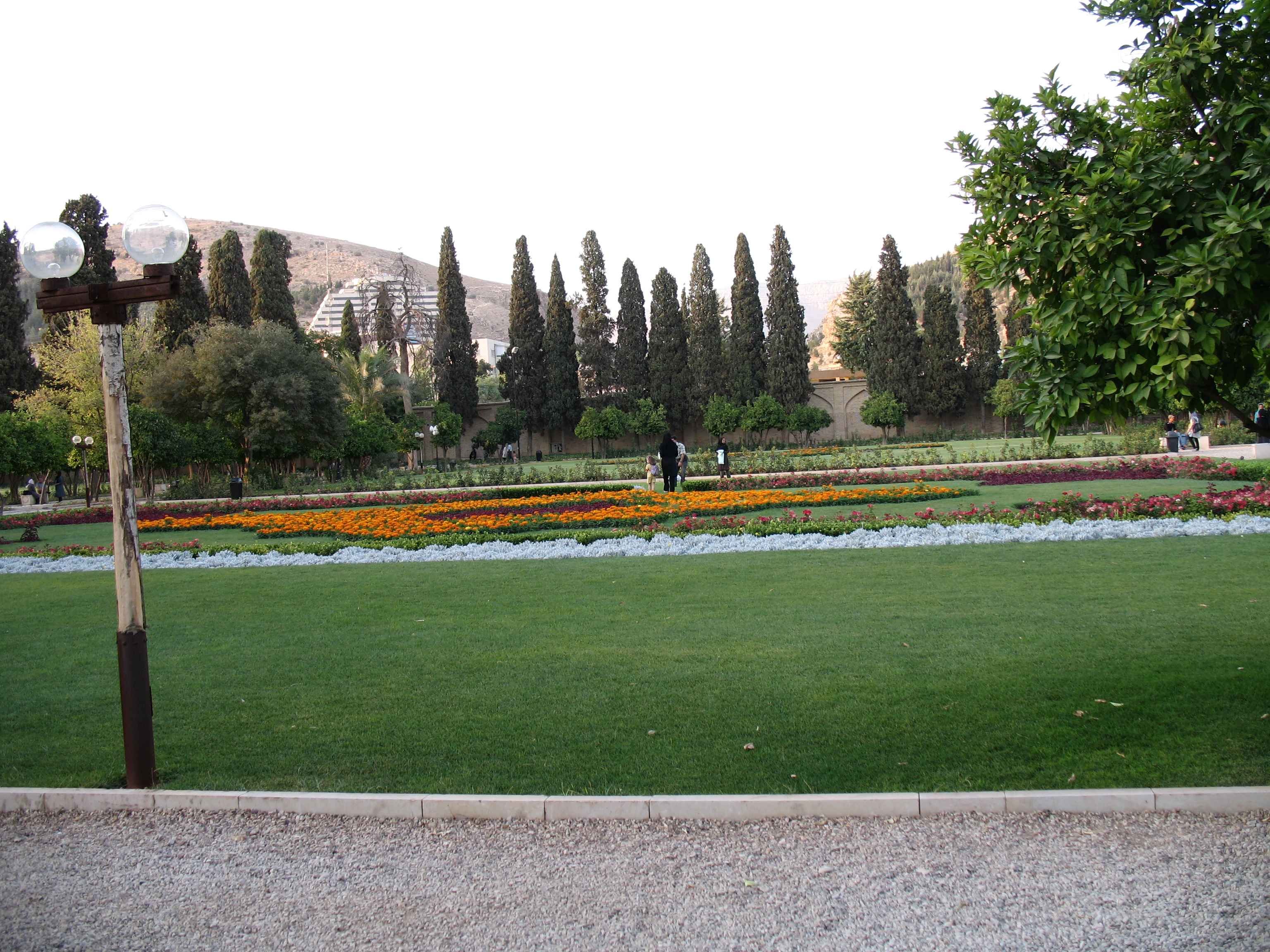
حديقة نما

## طالع أيضًا
- جامع عتيق